# Karabin Top Gun
Top Gun – węgierski wielkokalibrowy karabin wyborowy. Jest to broń jednostrzałowa, w celu przeładowania należy odłączyć zamek razem z połączonym z nim chwytem pistoletowym. Zasadniczym celownikiem jest celownik optyczny o powiększeniu 3 lub 12x. Karabin wyposażony jest w dwójnóg. Może być także osadzany na podstawie ukm-u PKMS